# Attentat du Capitole
Pour les articles homonymes, voir Attentat de 1954 au Capitole.
L'attentat du Capitole est un attentat à la bombe perpétré le 29 mars 1982 dans un train Capitole assurant la liaison entre Paris-Austerlitz et Toulouse-Matabiau, à hauteur de la commune de La Jonchère-Saint-Maurice, près de Limoges (Haute-Vienne).
Attribué à Carlos, il a causé 5 morts et 28 blessés.

## Déroulement
Le train, parti de Paris à 18 h 2, transporte 300 passagers à la vitesse de 140 km/h. C'est entre Ambazac et La Jonchère-Saint-Maurice, à environ 20 kilomètres au nord-est de Limoges où le train doit effectuer quelques minutes plus tard sa première halte, qu'une bombe placée dans une valise installée dans la seconde des dix voitures du convoi explose, le train ne stoppant sa course qu'après deux kilomètres.

## Revendication
Trois heures après l'attentat, celui-ci est revendiqué auprès de l'Agence France-Presse au nom des « amis de Carlos », revendication répétée le lendemain auprès de la préfecture de police et de l'AFP.
Dès les premiers jours suivant l'attentat, deux pistes semblent connaître les faveurs : celle du Vénézuélien Ilich Ramírez Sánchez, dit Carlos et la piste basque. Le 30 mars, une information judiciaire est ouverte par le parquet de Limoges, qui exclut directement la thèse de l'accident. Le même jour, le gouvernement prend des mesures de sécurité dans les gares françaises, en collaboration avec la direction de la SNCF et la police nationale.
Alors que l'enquête menée par le SRPJ de Limoges et la police judiciaire de Paris ne privilégie encore aucune piste, le 31 mars 1982, le Bataillon basque espagnol revendique l'attentat, mais cette revendication laisse sceptique après des précédents similaires pour lesquels il s'était avéré que le Bataillon n'avait nullement agi.
La piste de Carlos est de plus en plus avancée, étayée par l'ultimatum de trente jours destiné au ministre de l'Intérieur, Gaston Defferre, que Carlos avait adressé le 26 février 1982 à l'ambassade de France à La Haye, demandant la libération de deux des membres de son organisation, Magdalena Kopp et Bruno Bréguet.
Trois autres attentats perpétrés en France, en avril 1982 rue Marbeuf à Paris, et en décembre 1983 contre un TGV à Tain-l'Hermitage et Marseille soutiennent la théorie de la piste Carlos.

### Jugement
Après une longue et complexe instruction menée par le juge antiterroriste Jean-Louis Bruguière, le parquet de Paris demande en 2006 le renvoi de Carlos, arrêté en 1994 et écroué en France, devant la Cour d'assises.
Initialement annoncé pour le printemps 2011, il faut attendre novembre 2011 pour voir se tenir à Paris le procès auquel assistent une cinquantaine de parties civiles et une trentaine de témoins et experts. Dans les rangs des accusés se trouvent Carlos, « Ali » Kamal Al Issawi et les Allemands Christa-Margot Fröhlich et Johannes Weinrich, le poseur de la bombe, jugés pour les attentats commis en France en 1982.
Lors du jugement, Carlos nie sa participation à l'attentat, qui aurait, selon lui, visé Jacques Chirac, alors maire de Paris. Il conteste la paternité des revendications, soutenu pour cela par l'avocat général.